# АЭС Эмсланд
АЭС Эмсланд (нем. Kernkraftwerk Emsland) — атомная электростанция в Германии, мощностью 1400 МВт. Находится около города Линген района Эмсланд земли Нижняя Саксония. Оператором АЭС является компания 'KKW Lippe-Ems' (87,5 % принадлежат RWE, остальные — E.ON).
АЭС была запланирована и построена в начале 1980-х годов на замену закрытой в 1979 году АЭС Линген. Реактор впервые достиг критичности 14 апреля 1988 года, а коммерческая эксплуатация началась 20 июля 1988 года. Тип реактора — Konvoi, что является четвертым поколением водо-водяных ядерных реакторов в Германии. В реакторе находится 193 тепловыделяющих сборки общим весом тяжелых металлов в 103 тонны. Генерирующая мощность реактора — 1 400 МВт (брутто), из них 71 МВт используется для собственных нужд АЭС, а в электросеть поступает 1 329 МВт. Окончательное закрытие АЭС Эмсланд запланировано на 2022 год.

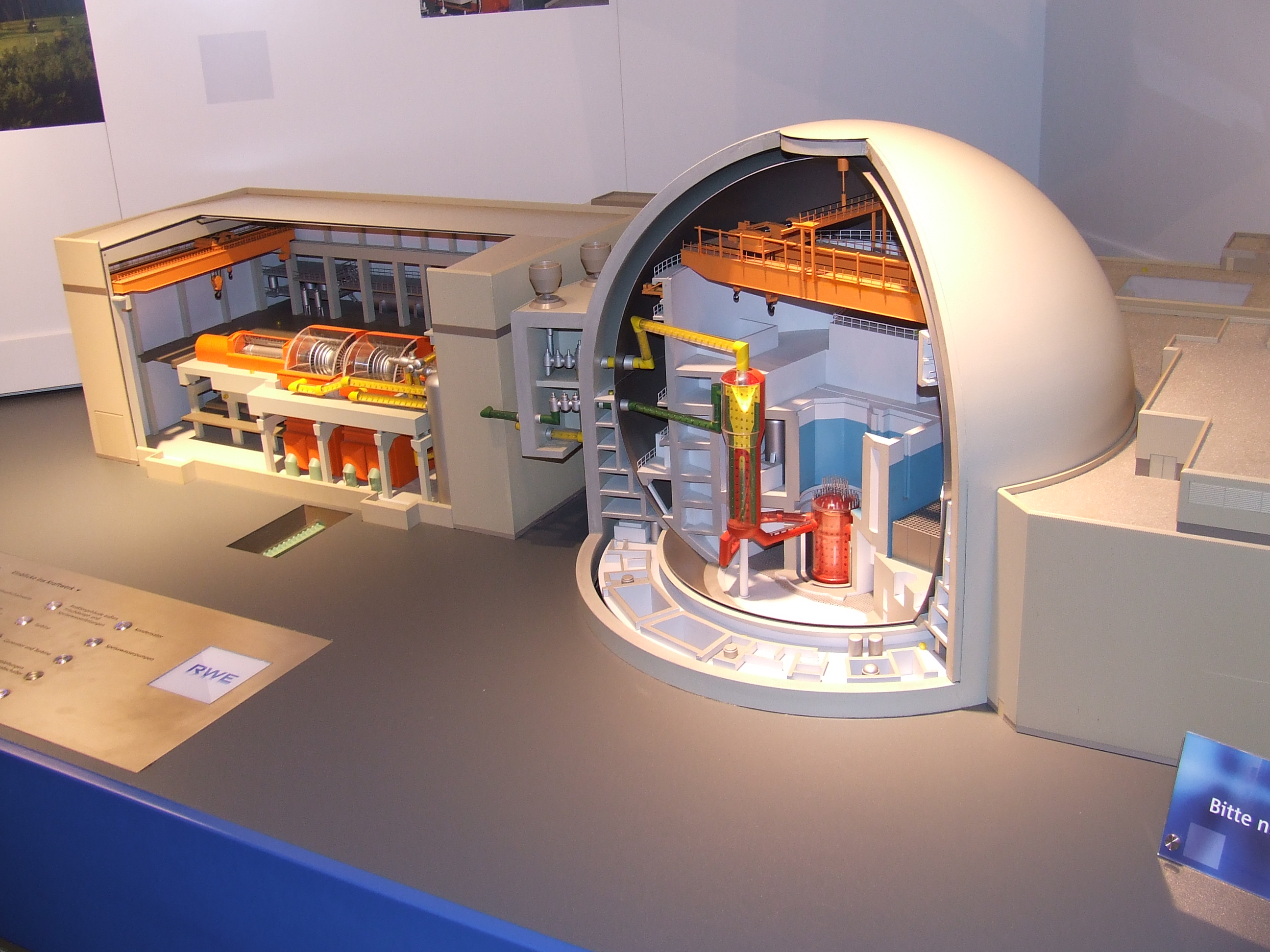
Модель зданий реактора с машинным отделением в центре информации для посетителей АЭС

В декабре 2002 года в зоне АЭС было введено в эксплуатацию Лингенское временное хранилище ядерных отходов. Там хранятся использованные тепловыделяющие сборки в специальных контейнерах, пока их нельзя будет переместить в могильник ядерных отходов, который федеральное правительство подготовит к 2030 году. Во временном хранилище находится 130 контейнеров, что в целом содержат 1 250 тонн тяжелых металлов. Хранилище имеет бетонные стены толщиной в 1,20 метра и бетонную крышу толщиной в 1,30 метра для защиты от внешних воздействий, таких как землетрясения, взрывы или падения самолетов. 15 апреля 2023 года, в рамках плана поэтапного отказа Германии от атомной энергетики, после трехмесячной задержки, была закрыта вместе с двумя другими последними работающими АЭС Германии: АЭС Изар и АЭС Неккарвестхайм.

## Данные энергоблока
АЭС имеет один энергоблок:
| Энергоблок    | Тип реактора                       | Нетто- мощность | Брутто- мощность | Начало строительства | Синхронизация с электросетью | Коммерческая эксплуатация | Закрытие   |
| ------------- | ---------------------------------- | --------------- | ---------------- | -------------------- | ---------------------------- | ------------------------- | ---------- |
| Emsland (KKE) | водо-водяной ядерный реактор (PWR) | 1329 MВт        | 1400 MВт         | 10.08.1982           | 19.04.1988                   | 20.06.1988                | 15.04.2023 |